# Người hổ

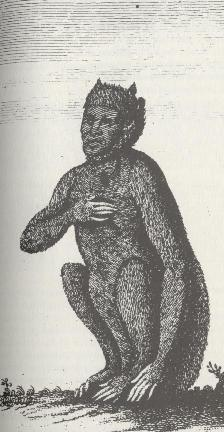

Người hổ hay Hổ nhân, Người mèo là một sinh vật huyền thoại, được cho là có thể biến đổi cơ thể trở thành hổ hoặc một loài họ mèo khác, hoặc bị loài hổ ám. Đây là một loài tương tự như người sói (biến cơ thể thành loài họ chó). 

## Từ nguyên
Trong tiếng Anh, thuật ngữ này được gọi là werecat, tức người mèo, ma mèo. Tuy nhiên trong văn hóa châu Á thì khái niệm "người hổ" lại được sử dụng phổ biến hơn là "người mèo". Người hổ đã xuất hiện trong các câu chuyện dân gian ở nhiều nước châu Á như Trung Quốc, Indonesia, Malaysia... Ở châu Phi thì thuật ngữ này gại gắn liền với loài báo hoa mai còn châu Mỹ là loài báo đốm.